# Pogonolycus elegans
Pogonolycus elegans är en fiskart som beskrevs av Norman, 1937. Pogonolycus elegans ingår i släktet Pogonolycus och familjen tånglakefiskar. Inga underarter finns listade i Catalogue of Life.